# Agnieszka Kaczmarczyk
Agnieszka Daria Kaczmarczyk (ur. 23 maja 1989 w Szczecinie) – polska koszykarka grająca na pozycji silnej skrzydłowej (PF), mistrzyni i reprezentantka Polski, obecnie zawodniczka Gesam Gas Le Mura Lucca.
Jest wychowanką klubu MKS Kusy Szczecin, w którego barwach zdobyła wicemistrzostwo Polski kadetek w 2005 i brązowy medal mistrzostw Polski juniorek w 2006. W latach 2006–2012 była zawodniczką AZS PWSZ Gorzów Wielkopolski. Z gorzowskim klubem zdobyła wicemistrzostwo Polski juniorek w 2007, trzykrotnie wicemistrzostwo Polski juniorek starszych (2007, 2008, 2009), wicemistrzostwo Polski w 2009 i 2010 i brązowy medal mistrzostw Polski w 2008 i 2011. W sezonie 2012/2013 występowała w Liderze Pruszków, w sezonie 2014/2015 w Wiśle Kraków. Z krakowskim klubem zdobyła w 2015 mistrzostwo Polski. Od 2015 do marca 2016 była zawodniczką MUKS Poznań. W marcu 2016 została zawodniczką Ślęzy Wrocław i w tym samym roku zdobyła z wrocławskim klubem brązowy medal mistrzostw Polski.
Z reprezentacją Polski kadetek zdobyła brązowy medal mistrzostw Europy w 2005, była też reprezentantką Polski juniorek i młodzieżową reprezentantką Polski. W 2011 wystąpiła w turnieju letniej Uniwersjady, z reprezentacją Polski seniorek zagrała na mistrzostwach Europy w 2011, zajmując z drużyną 11. miejsce.
25 maja 2018 podpisała umowę z CCC Polkowice. 12 czerwca 2019 zawarła po raz kolejny w karierze kontrakt z AZS AJP Gorzów Wielkopolski.
6 lipca 2021 została zawodniczką włoskiego Gesam Gas Le Mura Lucca.

## Osiągnięcia
Stan na 15 lipca 2021.
Drużynowe
- Mistrzyni Polski (2015, 2017[4], 2019)
- Wicemistrzyni Polski (2009, 2010)
- Brązowa medalistka mistrzostw Polski (2008, 2020, 2021)
- Zdobywczyni pucharu Polski (2015, 2019)[5]
- Finalistka pucharu Polski (2017)[6]
- Zwyciężczyni turnieju w Trutnovie (2017)[7]

Reprezentacja
- Wicemistrzyni Europy U–20 dywizji B (2008)
- Brązowa medalistka mistrzostw Europy U–16 (2005)
- Uczestniczka:
  - mistrzostw Europy:
    - 2011 – 11. miejsce
    - U–20 (2009 – 5. miejsce)
    - U–18 (2006 – 14. miejsce, 2007 – 4. miejsce)

  - kwalifikacji do Eurobasketu (2015, 2017)
  - uniwersjady (2011 – 15. miejsce)